# Puccinia kalchbrenneri
Puccinia kalchbrenneri är en svampart som beskrevs av De Toni 1888. Puccinia kalchbrenneri ingår i släktet Puccinia och familjen Pucciniaceae.   Inga underarter finns listade i Catalogue of Life.